# Kup Hrvatske u kuglanju za žene 2015./16.
Hrvatski kup u kuglanju za žene u sezoni 2015./16. je osvojila "Istra" iz Poreča. 
 
Kup je igran na proljeće 2017. godine, a prethodili su mu kupovi po županijskim i regionalnim savezima. 

## Rezultati

### Osmina završnice (1. kolo)
| datum             | mjesto odigravanja | par                                      | rez.     | napomena |
| ----------------- | ------------------ | ---------------------------------------- | -------- | -------- |
| 24. travnja 2016. | Bjelovar           | Siscia Sisak - Varaždin                  | 6:2      |          |
| 23. travnja 2016. | Ravna Gora         | Admiral Zagreb - Mlaka Rijeka            | 3:5      |          |
| 23. travnja 2016. | Plitvička Jezera   | Podravka Koprivnica - Split              | 5:3      |          |
| 23. travnja 2016. | Zagreb             | Endi Tekstilac Zagreb - Istra Poreč      | 1:7      |          |
| 24. travnja 2016. | Đakovo             | Đakovo - Zagreb                          | 1:7      |          |
| 24. travnja 2016. | Plitvička Jezera   | Plitvice (Plitvička jezera) - Kupa Ozalj | 6:2      |          |
| 24. travnja 2016. | Sisak              | Jedinstvo Sisak - Zaprešić               | 7:1      |          |
|                   |                    | Karlovac                                 | Karlovac | slobodan |

### Četvrtzavršnica
| datum           | mjesto odigravanja | par                                    | rez. | napomena |
| --------------- | ------------------ | -------------------------------------- | ---- | -------- |
| 4. lipnja 2016. | Ravna Gora         | Zagreb - Istra Poreč                   | 1:7  |          |
| 4. lipnja 2016. | Ozalj              | Siscia Sisak - Mlaka Rijeka            | 0:8  |          |
| 4. lipnja 2016. | Sisak              | Jedinstvo Sisak - Podravka Koprivnica  | 2:6  |          |
| 5. lipnja 2016. | Slunj              | Karlovac - Plitvice (Plitvička jezera) | 5:3  |          |

### Završni turnir
Igrano 10. i 11. lipnja 2017. godine u Varaždinu u kuglani "Drava".
| klub1         | rez.          | klub2               | napomene      |
| poluzavršnica | poluzavršnica | poluzavršnica       | poluzavršnica |
| ------------- | ------------- | ------------------- | ------------- |
| Istra Poreč   | 5:3           | Mlaka Rijeka        |               |
| Karlovac      | 2:6           | Podravka Koprivnica |               |
|               |               |                     |               |
| završnica     |               |                     |               |
| Istra Poreč   | 8:0           | Podravka Koprivnica |               |

## Unutrašnje poveznice
- Kup Hrvatske u kuglanju za žene
- Hrvatska kuglačka liga za žene 2015./16.

## Vanjske poveznice
- kuglanje.hr, Hrvatski kuglački savez
- kuglacki-savez-os.hr, Kuglački savez Osječko-baranjske županije